# Love wing bell/Dancing stars on me!
- ラブライブ! > μ's > Love wing bell/Dancing stars on me!
- ラブライブ! > ラブライブ!のディスコグラフィ > Love wing bell/Dancing stars on me!

「Love wing bell／Dancing stars on me!」（ラブウィングベル／ダンシングスターズオンミー）は、2014年6月11日にLantisから発売されたμ'sによるシングルで、楽曲はテレビアニメ『ラブライブ！』の第2期挿入歌。

## 概要
テレビアニメ『ラブライブ！』の第2期挿入歌第2弾。「タカラモノズ/Paradise Live」以来の両A面シングル。
表題曲「Love wing bell」は第2期第5話の挿入歌として使用された。CD版とはテイクが一部異なっている。もう一つの表題曲「Dancing stars on me!」は第2期第6話の挿入歌として使用された。
初回生産分には「μ'sの理想の結婚式カード」が1枚（全9種）ランダムで付属する。ジャケットは2014年5月17日に公開された。
キャッチコピーは「私たちだけの魔法！あなたに…」。

## チャート成績
6月10日付のオリコンデイリーランキングでは5位にランクイン。翌日の6月11日付では3位にランクインし、6月13日付には2位にランクアップした。6月23日付のオリコン週間ランキングでは初動4.6万枚を売り上げ、2作連続で週間3位にランクインした。また、ビルボードのHot Animationにおいても2作連続の1位を獲得した。

## 批評
『CDジャーナル』は両曲ともに「パワフルでキュートな魅力を存分に引き出した良質のポップソング」と肯定的に評価している。

## 収録曲
- CD

1. Love wing bell [4:49]
  - 作詞：畑亜貴、作曲・編曲：森慎太郎
  - 歌：星空凛（飯田里穂）、西木野真姫（Pile）、小泉花陽（久保ユリカ）、絢瀬絵里（南條愛乃）、東條希（楠田亜衣奈）、矢澤にこ（徳井青空）
  - テレビアニメ第2期第5話挿入歌
  - ウエディングソング風の楽曲。衣装はセンターの凛がウエディングドレス風の衣装で、残りの5人はタキシード姿となっている。
2. Dancing stars on me! [4:36]
  - 作詞：畑亜貴、作曲・編曲：佐伯高志
  - 歌：μ's
  - テレビアニメ第2期第6話挿入歌
  - ハロウィンがテーマの楽曲。衣装もハロウィン風になっており、魔女、海賊、姫の3テーマの仮装となっている。振り分けは以下の通り。
    - 魔女組：東條希、矢澤にこ、西木野真姫
    - 海賊組：高坂穂乃果、絢瀬絵里、園田海未
    - 姫組：南ことり、星空凛、小泉花陽
3. Love wing bell (Off Vocal)
4. Dancing stars on me! (Off Vocal)

## 収録アルバム
| 曲名                 | アルバム                                    | 発売日        | 備考           |
| -------------------- | ------------------------------------------- | ------------- | -------------- |
| Love wing bell       | 『μ's Best Album Best Live! Collection II』 | 2015年5月27日 | ベストアルバム |
| Dancing stars on me! | 『μ's Best Album Best Live! Collection II』 | 2015年5月27日 | ベストアルバム |